# 어라운드어스 엔터테인먼트의 음반
이 문서는 어라운드어스 엔터테인먼트에서 발매한 음반 목록이다.

## 2010년대
- 2017년 1월 12일 용준형  - [Digital Single] 괜찮다고 말해줘[1]
- 2017년 1월 17일 양요섭 - 화랑 OST Part.6[2]
- 2017년 1월 31일 손동운 - 피고인 OST Part.1[3]
- 2017년 2월 2일 손동운 - [Digital Single] Universe[4]
- 2017년 3월 13일 하이라이트 - [Digital Single] 아름답다[5]
- 2017년 3월 20일 하이라이트 - Can You Feel It?
- 2017년 4월 2일 하이라이트 - [Digital Single] 판타스틱 듀오 2 Part.1[6]
- 2017년 5월 2일 용준형 - [Digital Single] Wonder If
- 2017년 5월 10일 양요섭 - 군주 - 가면의 주인 OST Part.1
- 2017년 5월 29일 하이라이트 - CALLING YOU
- 2017년 6월 7일 양요섭 - 군주 - 가면의 주인 OST Part.7
- 2017년 9월 4일 이기광 - ONE
- 2017년 10월 1일 이기광 - [Digital Single] 판타스틱 듀오 2 Part.16[7]
- 2017년 10월 8일 이기광 - [Digital Single] 판타스틱 듀오 2 Part.17[8]
- 2017년 10월 16일 하이라이트 - CELEBRATE
- 2018년 2월 5일 양요섭 - [Digital Single] 투유 프로젝트 - 슈가맨2 Part.4[9]
- 2018년 2월 12일 양요섭 - [Digital Single] 별[10]
- 2018년 2월 19일 양요섭 - 白
- 2018년 3월 22일 용준형 - [Digital Single] 소나기
- 2018년 5월 9일 용준형 - Goodbye 20's
- 2018년 5월 31일 양요섭 - 이리와 안아줘 OST Part.1
- 2018년 6월 17일 양요섭 - [Digital Single] 리플리 Vol.1
- 2018년 7월 18일 손동운 - [Digital Single] Prelude : 목소리
- 2018년 8월 14일 양요섭 - 식샤를 합시다3 : 비긴즈 OST Part 4
- 2018년 10월 9일 양요섭 - [Digital Single] 연결되어 있으니까[11]
- 2018년 10월 29일 하이라이트 - [Digital Single] 잘 지내줘
- 2018년 11월 20일 하이라이트 - OUTRO
- 2018년 12월 13일 용준형 - 남자친구 OST Part 3
- 2018년 12월 14일 손동운 - [Digital Single] 물들여줘[12]
- 2019년 1월 24일 양요섭 - [Digital Single] 20 Full Moons
- 2019년 1월 31일 용준형 - [Digital Single] 빈털터리
- 2019년 3월 18일 이기광 - [Digital Single] I
- 2019년 3월 21일 우제원, 정재훈, 최시혁 - [Digital Single] _지마 (X1-MA)[13]
- 2019년 4월 18일 이기광 - [Digital Single] 웃으면 인사해
- 2019년 4월 22일 손동운 - Act 1 : The Orchestra

## 2020년대
- 2020년 7월 27일 윤두준 - Daybreak
- 2020년 12월 3일 양요섭 - [Digital Single] 한 번에 알아본 사랑 (바른연애 길잡이 X 양요섭)[14]
- 2021년 3월 5일 양요섭 - [Digital Single] LOVE DAY (2021) (바른연애 길잡이 X 양요섭, 정은지)[15]
- 2021년 5월 3일 하이라이트 - The Blowing
- 2021년 5월 8일 하이라이트 - [Digital Single] 아는형님 동요 프로젝트[16]
- 2021년 6월 8일 윤두준 - [Digital Single] 봄이 가져가서[17]
- 2021년 7월 10일 양요섭 - [Digital Single] [Vol.103] 유희열의 스케치북 : 예순 여섯번째 목소리 '유스케 X 양요섭'
- 2021년 7월 17일 양요섭 - [Digital Single] [Vol.104] 유희열의 스케치북 : 예순 여섯번째 목소리 '유스케 X 양요섭'
- 2021년 9월 20일 양요섭 - Chocolate Box
- 2021년 11월 24일 이기광 - [Digital Single] <뮤지광 컴퍼니> 프로젝트 음원 앨범[18]
- 2021년 11월 29일 양요섭 - [Digital Single] 조영수 리메이크 프로젝트 Part.1
- 2022년 1월 11일 양요섭 - 그 해 우리는 OST Part.9
- 2022년 3월 21일 하이라이트 - DAYDREAM
- 2022년 4월 2일 양요섭,손동운 - [Digital Single] 비긴어게인 오픈마이크 EPISODE.32[19]
- 2022년 4월 9일 양요섭,손동운 - [Digital Single] 비긴어게인 오픈마이크 EPISODE.33
- 2022년 6월 4일 손동운 - [Digital Single] [Vol.138] 유희열의 스케치북 With you : 아흔 번째 목소리 '유스케 X 손동운'
- 2022년 6월 6일 손동운 - Happy Birthday
- 2022년 6월 11일 손동운 - [Digital Single] [Vol.139] 유희열의 스케치북 With you : 아흔 한번째 목소리 '유스케 X 손동운, 승희(오마이걸)'[20]
- 2022년 6월 14일 양요섭 - [Digital Single] 텔레파시 (상수리나무 아래 X 양요섭 X 은하)[21]
- 2022년 10월 16일 손동운 - [Digital Single] My First Love (나와 결혼해 줄래요)[22]
- 2022년 11월 7일 하이라이트 - After Sunset
- 2022년 12월 4일 손동운 - [Digital Single] 겨울향기
- 2023년 2월 5일 양요섭 - [Digital Single] 덤덤하게 또, 안녕 (YAOKI Project Part.2)
- 2023년 4월 17일 이기광 - Predator
- 2023년 5월 15일 더윈드 - Beginning : The Wind Page
- 2023년 8월 2일 더윈드 - [Digital Single] Ready : 여름방학
- 2023년 8월 27일 양요섭 - 연인 OST Part.5
- 2023년 10월 16일 하이라이트 - [Digital Single] GIVE YOU MY ALL
- 2023년 11월 13일 양요섭,손동운 - [Digital Single] 바라봐줘요 (베일드뮤지션 X 양요섭, 손동운 with 청담동)
- 2024년 2월 14일 더윈드 - Our : YouthTeen
- 2024년 3월 11일 하이라이트 - Switch On
- 2024년 8월 14일 이기광 - [Digital Single] REASON
- 2024년 9월 30일 양요섭 - [Digital Single] 숨 쉬는 것보다 당연한
- 2024년 10월 7일 더윈드 - Hello : My First Love
- 2025년 3월 17일 더윈드 - [Digital Single] Only One Story
- 2025년 4월 16일 비스트[23] - [Digital Single] 없는 엔딩[24]
- 2025년 4월 28일 하이라이트 - From Real to Surreal
- 2025년 5월 15일 더윈드 - [Digital Single] 안녕 내일